# オキシライトPRO
オキシライト PROは、日本のシーバイエス社が開発し、製造する加速化過酸化水素、除菌洗浄剤の製品名である。過酸化水素（0.5%）、界面活性剤、脂肪酸などを成分とする。

## 概要
従来は輸入品に頼らざるを得なかった加速化過酸化水素であったが、業務用洗剤などの製造、輸入、販売を行うシーバイエス社の研究開発本部は、加速化過酸化水素製剤の自社製造にあたり、海外メーカーが有する特許の問題と対峙しながら、2013年ごろからノロウイルス対策のために開発を進めていた。厚生労働省が推進する新型コロナウイルスの消毒・除菌方法には次亜塩素酸ナトリウムや界面活性剤が含まれるが、次亜塩素酸ナトリウムは使用する対象の状況や材質によっては洗浄特性や腐食性等に難があった。
「過酸化水素と界面活性剤、溶剤のバランスをとる」試行錯誤の末、完成した試作品は「ダイヤモンド・プリンセス」の使用には間に合わず、輸入品が使用されたが、2020年5月、同じく新型コロナウイルスの集団感染が発生し、長崎市に停泊していたクルーズ客船「コスタ・アトランチカ」の作業に使用された。同社は同年6月、まずは業務用として「オキシライト PRO」の製品名で製造を開始し、「国産化はおそらく初めて」との見解を示した。依然として医薬品医療機器法の認可が受けられない加速化過酸化水素の効果を明確にうたうことはためらわれたが、同社が国立感染症研究所に依頼したところ、コロナウイルス科のマウス肝炎ウイルスに対する除去の即効性が試験結果から得られた。
2020年4月の発表では、経済産業省の要請により同省所管の独立行政法人、製品評価技術基盤機構（NITE）が「台所用洗剤等を用いた消毒方法」として、新型コロナウイルスに対する有効性評価を行うため、有識者による検討委員会を開催していた。その際に、総合情報誌「Wedge」によれば当時、加速化過酸化水素の有効性を訴えていた自由民主党所属の参議院議員、佐藤正久とそのスタッフによる尽力もあって、同委員会が「経済活動再開に相応しい消毒剤ではないかと関心を示した」といい、パフォーマンスに否定的であった厚生労働省も前向きにとらえ始めたとされる。
その後は、『新国立劇場客席内予防除菌業務仕様書』に「過速化酸化水素オキシライト（推奨薬剤）」が明記され、業務の請負者に対して、他の除菌洗浄剤等では使用する対象に腐食等を起こさないか、また、シーバイエス社が「NITE公開の新型コロナウイルスに有効な界面活性剤」とし、同劇場で併用されている同社の他の除菌洗浄剤と反応し、有毒ガスを発生させないか、証明するための綿密なテストの実施結果の添付を求めている。

## シーバイエス社
シーバイエス株式会社は、神奈川県横浜市中区に本社を置く、業種別では化学製造業に分類される日本企業である。前身である米国のSCジョンソンが立ち上げた日本法人を母体とし、1962年に創立された。その後、ディバーシー株式会社への社名変更や経営統合を経て2012年に独立企業体となり、2014年から現社名に改めた。